# Sisters (serie televisiva 2017)
Sisters è una serie televisiva australiana ideata da Jonathan Gavin.
La prima stagione, composta da 7 episodi, è stata trasmessa su Network Ten dal 25 ottobre al 6 dicembre 2017.
Nel novembre del 2017, la serie non è stata menzionata nel palinsesto per il 2018 della rete, senza dire se è stata cancellata o messa in pausa.
In Italia, la serie è stata distribuita su Netflix il 1º settembre 2018.

## Trama
La serie segue la storia di Julia Bechly la cui vita viene sconvolta quando suo padre, pioniere della fecondazione in vitro Julius Bechly, fa una confessione sul letto di morte che durante la sua premiata carriera di specialista della fertilità ha usato il suo sperma e ammette che potrebbe potenzialmente essere il padre di centinaia di bambini. Julia decide di prendere la maggior parte della situazione e lancia una riunione di famiglia dove scopre di avere centinaia di fratelli, ma scopre di avere solo due sorelle, la star televisiva per bambini, Roxy Karibas e l'avvocato bellicoso, Edie Flanagan.

## Episodi
| Stagione       | Episodi | Prima TV Australia | Pubblicazione Italia |
| -------------- | ------- | ------------------ | -------------------- |
| Prima stagione | 7       | 2017               | 2018                 |

## Personaggi e interpreti

### Principale
- Julia Bechly, interpretata da Maria Angelico
- Roxy Karibas, interpretata da Lucy Durack
- Edie Flanagan, interpretata da Antonia Prebble
- Julius Bechly, interpretato da Barry Otto
- Isaac, interpretato da Charlie Garber
- Tim, interpretato da Dan Spielman
- Ron, interpretato da Roy Billing
- Diane, interpretata da Magda Szubanski
- Genevieve, interpretata da Catherine McClements
- Carl, interpretato da Lindsay Farris
- Amanda, interpretata da Zindzi Okenyo

### Ricorrenti
- Oscar, interpretato da Joel Creasey
- Sam, interpretato da Remy Hii
- Barbara, interpretata da Maude Davey
- Angela, interpretata da Ming-Zhu Hii
- Felicity, interpretata da Zahra Newman
- Casey, interpretata da Emily Barclay